# María del Pilar de Borbón
Pour les articles homonymes, voir María del Pilar d'Espagne.
Pilar de Borbón y Borbón, infante d’Espagne, duchesse de Badajoz et vicomtesse consort de la Torre, née le 30 juillet 1936 à Cannes en France et morte le 8 janvier 2020 à Madrid (Espagne), est un membre de la famille royale d'Espagne.

## Famille
L'infante Pilar est la fille aînée de Juan de Borbón (1913-1993), comte de Barcelone et prétendant alphonsiste au trône d’Espagne sous le nom de « Juan III », et de son épouse la princesse María de las Mercedes de Borbón y Orleans (1910-2000).
Elle est  la sœur aînée du roi d'Espagne, Juan Carlos Ier, et la tante de Felipe VI. Elle descend de Louis XIV, du roi des Français Louis-Philippe Ier et de la reine Victoria.
Le 5 mai 1967, la future infante épouse à Lisbonne Luis Gómez-Acebo y Duque de Estrada (es) (né à Madrid 23 décembre 1934, où il est mort le 9 mars 1991), vicomte de la Torre. Le marié est le cousin germain de Margarita Gómez-Acebo (1935), qui porte le titre de courtoisie de reine des Bulgares en tant qu'épouse de l'ex-roi Siméon II.
De ce mariage naissent cinq enfants :
- Simoneta Luisa Gómez-Acebo y Borbón (née à Madrid le 31 octobre 1968), mariée en 1990 avec José Miguel Fernández y Sastrón (puis divorcée), dont elle a deux fils, Luis Juan (1991) et Pablo (1995), et une fille María de las Mercedes (2000) ;
- Juan Gómez-Acebo y Borbón (né à Madrid le 6 décembre 1969 et mort à Palma de Majorque le 12 août 2024[3]), vicomte de la Torre, marié (puis séparé) en 2014[4] avec Winston Holmes Carney, dont il a un fils, Nicolás (2013) ;
- Bruno Gómez-Acebo y Borbón (né à Madrid le 15 juin 1971), marié avec Bárbara Cano y de la Plaza, dont il a trois fils, Alejandro (2004), Guillermo (2005) et Álvaro (2011) ;
- Beltrán Gómez-Acebo y Borbón (né à Madrid le 20 mai 1973), marié (puis divorcé) avec le mannequin Laura Ponte y Martínez, dont il a un fils, Luis Felipe (2005), et une fille, Laura (2006) ; marié avec Andrea Pascual Vicens en 2016, dont il a un fils : Juan (2016) ;
- Fernando Gómez-Acebo y Borbón (né à Madrid le 13 septembre 1974, où il est mort des suites d'une pathologie pulmonaire le 1er mars 2024), marié en 2004 (puis divorcé en 2013) avec Mónica Martín y Luque ; sans descendance ; marié en 2016 (puis divorcé en 2017) avec Nadia Halamandari, dont il a un fils : Nicolás (2016)[5].

À la suite de la publication du décret royal no 1368 du 6 novembre 1987, chacun des enfants de la duchesse de Badajoz dispose en Espagne, à titre personnel, du rang (sans le titre) de grand d'Espagne et du prédicat d'excellence.

## Biographie

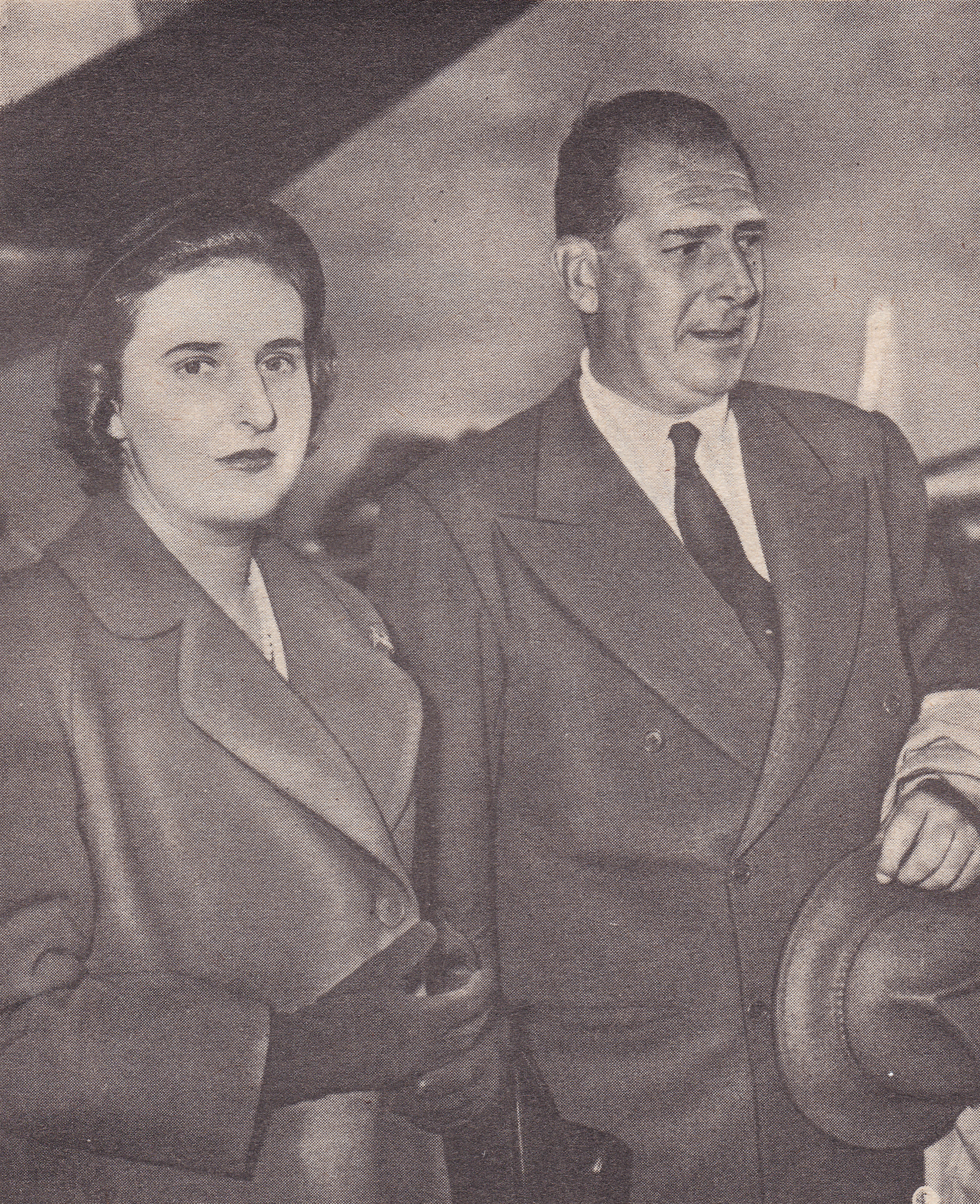
L'infante Pilar avec son père en 1957.

Pilar de Borbón naît à Cannes, au tout début de la guerre civile espagnole. Elle grandit en exil, d’abord en France puis en Suisse et au Portugal, où sa famille s’installe successivement. Son enfance est marquée par la cécité de sa sœur, Margarita, et sa jeunesse par la mort tragique de son frère, Alfonso.
Adolescente, elle peine à convaincre son père de la laisser poursuivre des études et exercer une profession. Elle parvient cependant à passer son diplôme d’infirmière à l’École Artur Ravara de Lisbonne en 1962.

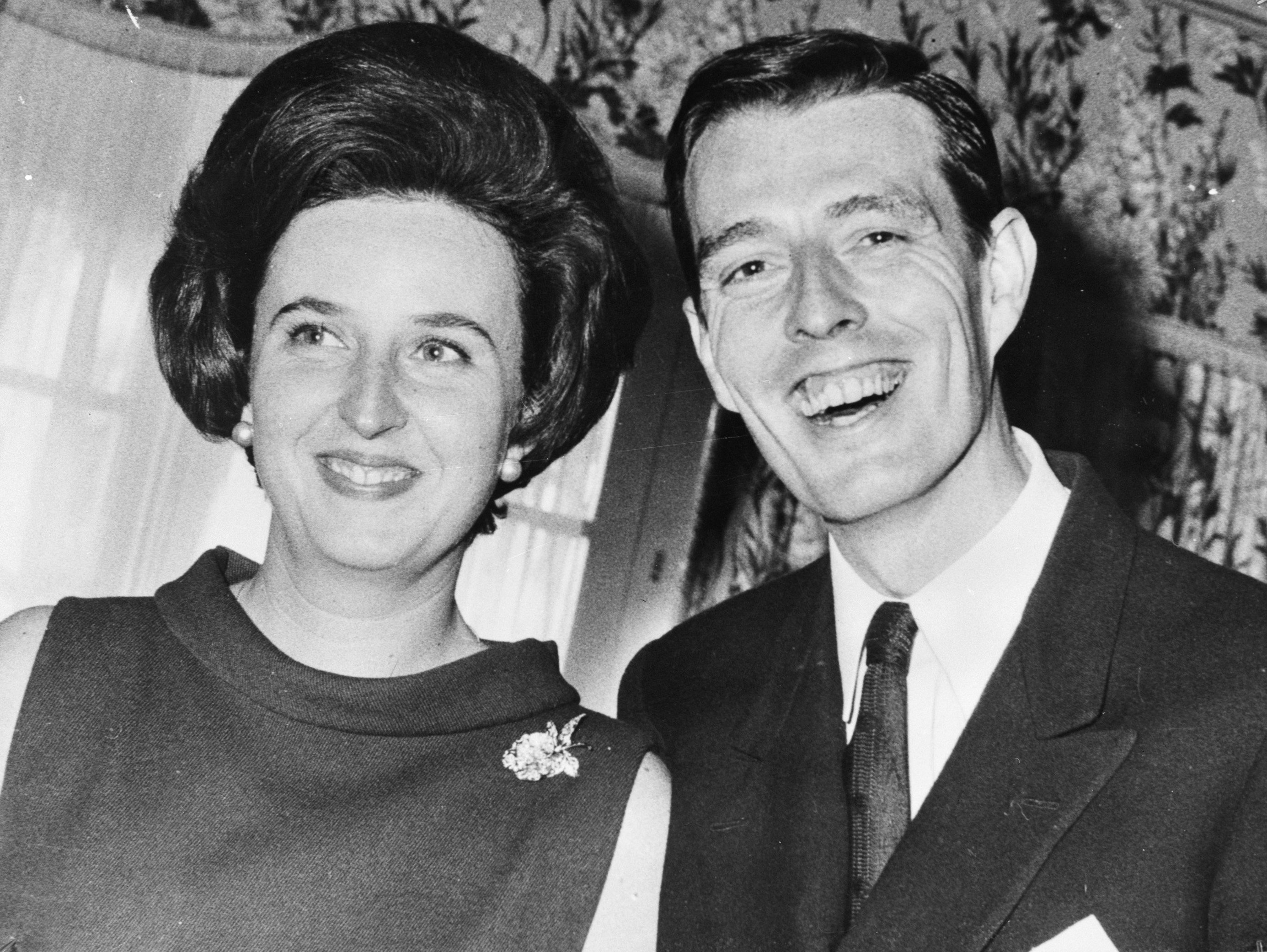
María del Pilar avec son futur époux Luis Gómez-Acebo en 1967.

Quelques années plus tard, elle rencontre, chez l’ancien roi Siméon II de Bulgarie, l'avocat d’affaires Luis Gómez-Acebo y Duque de Estrada, qui n’est autre que le cousin de l'épouse du souverain déchu. Le couple s’unit en 1967 et reçoit alors le titre de « duc et duchesse de Badajoz ». Mais, en accord selon les partisans de son père, avec la Pragmatique sanction de 1776 promulguée par le roi Charles III (abolie de facto depuis la Seconde République espagnole en 1931), Pilar abandonne ses « droits » sur la Couronne espagnole sous prétexte qu’elle épouse une personne d’origine non royale. Quelques années plus tard, en 1978, la pragmatique n'est pas évoquée dans la nouvelle constitution espagnole. Pourtant, certains observateurs des questions dynastiques considèrent que la renonciation de Pilar, comme celle de sa sœur Margarita, restent valides, même si elles n’ont jamais été officialisées ni confirmées par le gouvernement.
Pendant la Transition démocratique espagnole, Pilar est l'une des rares personnes qui parviennent à garder la confiance du roi Juan Carlos Ier et de son père, le comte de Barcelone. À l'inverse, elle a peu d'atomes crochus avec sa belle-sœur, la reine Sophie. En 1987, Pilar reçoit de son frère le titre d'infante.
En tant que membre de la famille royale d'Espagne, l'infante Pilar accomplit un certain nombre de fonctions officielles. Elle est ainsi présidente de diverses associations caritatives : la société Adevida, qui s'occupe des femmes enceintes démunies, de Nouveau Futur, qui travaille avec les enfants sans foyer, et de la Croix-Rouge espagnole. Elle est par ailleurs présidente de la Fédération équestre internationale entre 1994 et 2005, membre du Comité olympique espagnol à partir de 1992 et du Comité international olympique de 1996 à 2006.
L'infante Pilar de Borbón soutient toujours très activement le sport équestre international. Elle a écrit la préface de la traduction officielle en espagnol de Anastasios Moschos du manuel national d'instruction de la Fédération équestre allemande. Ce manuel a été publié en Espagne et en Amérique latine et a compté avec la participation de cavaliers et des hauts fonctionnaires de la Fédération équestre internationale (FEI) des pays de langue espagnole.
L'infante Pilar est très proche de sa petite-nièce la princesse Marie Marguerite Vargas, duchesse d'Anjou, qui l'aida à de nombreuses reprises au Rastrillo de Nuevo Futuro,.
Elle est citée dans l'affaire des Panama Papers en avril 2016.
Elle meurt le 8 janvier 2020 à Madrid à l'âge de 83 ans. Ses funérailles sont célébrées le 29 janvier suivant dans la basilique Saint-Laurent-de-l'Escurial, en présence notamment de l'ex-reine Beatrix des Pays-Bas, de la reine Margarita de Bulgarie, du prince Michel, comte d'Évreux et de la princesse Béatrice d'Orléans. Selon sa volonté, elle est incinérée et ses cendres sont inhumées auprès de son mari au cimetière Saint-Isidore de la capitale espagnole.

## Titulature

### Titulature de courtoisie
En tant que fille d'un des prétendants au trône d'Espagne :
- 30 juillet 1936 - 5 mai 1967 : Son Altesse Royale l'infante doña Pilar d'Espagne.
- 5 mai 1967 - 6 novembre 1987 : Son Altesse Royale l'infante doña Pilar d'Espagne, vicomtesse consort de la Torre.

### Titulature officielle
Décrets de 1967 et de 1987 :
- 13 avril 1967 : Pilar de Bourbon, duchesse de Badajoz, grande d'Espagne, vicomtesse consort de la Torre[18].
- 6 novembre 1987 - 9 mars 1991 : Son Altesse Royale l'infante doña Pilar, duchesse de Badajoz, grande d'Espagne, vicomtesse consort de la Torre
- 9 mars 1991 - 8 janvier 2020 : Son Altesse Royale l'infante doña Pilar, duchesse de Badajoz, grande d'Espagne, vicomtesse douairière de la Torre.

Depuis le 6 novembre 1987, le titre officiel de Pilar de Bourbon était : « Son Altesse Royale María del Pilar Alfonsa Juana Victoria Luisa Ignacia de Todos los Santos, infante d'Espagne, duchesse de Badajoz, grande d'Espagne, vicomtesse consort de la Torre ».

## Distinctions
- Grand-croix de l'ordre de l'Infant Dom Henri